# Train de banlieue d'Auckland
Le Train de banlieue d'Auckland est le réseau de trains de banlieue de la ville d'Auckland, en Nouvelle-Zélande. Il compte actuellement quatre lignes.

## Réseau
Le réseau compte quatre lignes :
| Lignes                            | Parcours  | Parcours | Parcours | Mise en service | Nombre de stations |
| --------------------------------- | --------- | -------- | -------- | --------------- | ------------------ |
| Eastern line (ligne orientale)    | Waitematā | ↔        | Manukau  |                 | 12                 |
| Southern line (ligne méridionale) | Waitematā | ↔        | Papakura |                 | 16                 |
| Western line (ligne occidentale)  | Waitematā | ↔        | Swanson  |                 | 17                 |
| Onehunga line (ligne d'Onehunga)  | Newmarket | ↔        | Onehunga |                 | 8                  |